# Heinrich Arminius Riemann

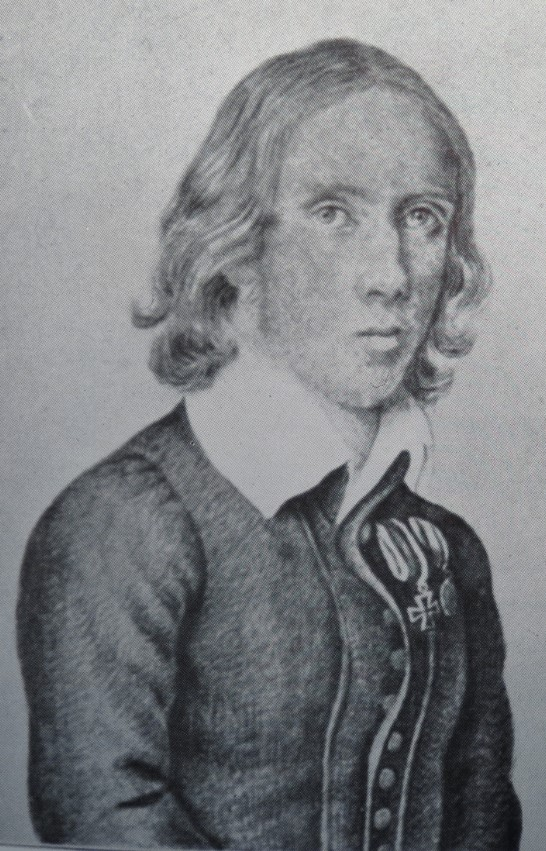
Heinrich Arminius Riemann

Heinrich Arminius Riemann, nicht: Heinrich Hermann Riemann (* 5. Dezember 1793 in Domhof Ratzeburg; † 26. Januar 1872 in Friedland (Mecklenburg)) war ein deutscher Theologe und Burschenschafter.

## Familie
Heinrich Arminius Riemann wurde als jüngerer Sohn des evangelischen Theologen und damaligen Rektors der Domschule Friedrich Justus Gottlob Riemann (1752–1809) und der Pastorentochter Luise Karoline, geb. Schmideke (1757–1827) auf dem zu Mecklenburg-Strelitz gehörenden Domhof Ratzeburg geboren. Der Theologe Carl Riemann, später Pastor in Boizenburg/Elbe, war einer seiner älteren Brüder.
Riemann heiratete am 28. Dezember 1821 im Ratzeburger Dom Henriette (Christiane Anna), geb. Gensler (1802–1881), eine Tochter des Juristen, Stadtsyndikus und Hochschullehrers in Jena und Heidelberg, Johann Kaspar Gensler (1767–1821). Das Paar hatte elf Kinder. Der Sohn Adolph (Johannes Gottfried) (* 10. Oktober 1828), eigentlich Seemann, wanderte in die USA aus. Er fiel im Sezessionskrieg als Leutnant der 15th New York Heavy Artillery in der Schlacht am Hatchers Run am 7. Februar 1865. Ihr ältester Sohn Hermann (Traugott Leberecht) (1822–1889) war als Gymnasiallehrer und Lokalhistoriker tätig. Die Universität Greifswald würdigte sein Werk mit der Ehrendoktorwürde. Riemanns Tochter Mathilde (1844–1907), Musiklehrerin und Pianistin, war in Neubrandenburg mit dem Organisten und Chorleiter August Naubert (1839–1897) verheiratet, der 1889 als großherzoglich mecklenburg-strelitzscher Musikdirektor geehrt wurde.

## Leben
Riemann wuchs in Ratzeburg und in Schönberg (Mecklenburg) auf, wo der Vater seit 1801 als Erster Pastor wirkte. Nach dem Besuch der Domschule Ratzeburg (er war dort Klassenbester) und des Katharineums zu Lübeck bis Michaelis 1812 begann Riemann 1812 mit dem Studium der Evangelischen Theologie in Jena und wurde dort 1813 Mitglied der Corpslandsmannschaft Vandalia. Durch Heinrich Luden beeinflusst, beteiligte er sich an den Deutschen Befreiungskriegen und trat 1813 den Lützower Jägern (2. Jägerkompanie) bei. Er nahm am Gefecht von Gadebusch teil und erlebte dort den Tod sowie die Beisetzung von Theodor Körner.
1814 kehrte er nach Jena zurück und engagierte sich aktiv in der dortigen Wehrschaft, einer frühen burschenschaftlichen Vereinigung, in der er Freundschaft mit Karl Horn schloss und Weggefährte von Karl Scheidler wurde. 1815 diente er als Leutnant in einem Paderborner Landwehrregiment. Für seinen Einsatz in der Schlacht bei Ligny wurde er mit dem Eisernen Kreuz ausgezeichnet.

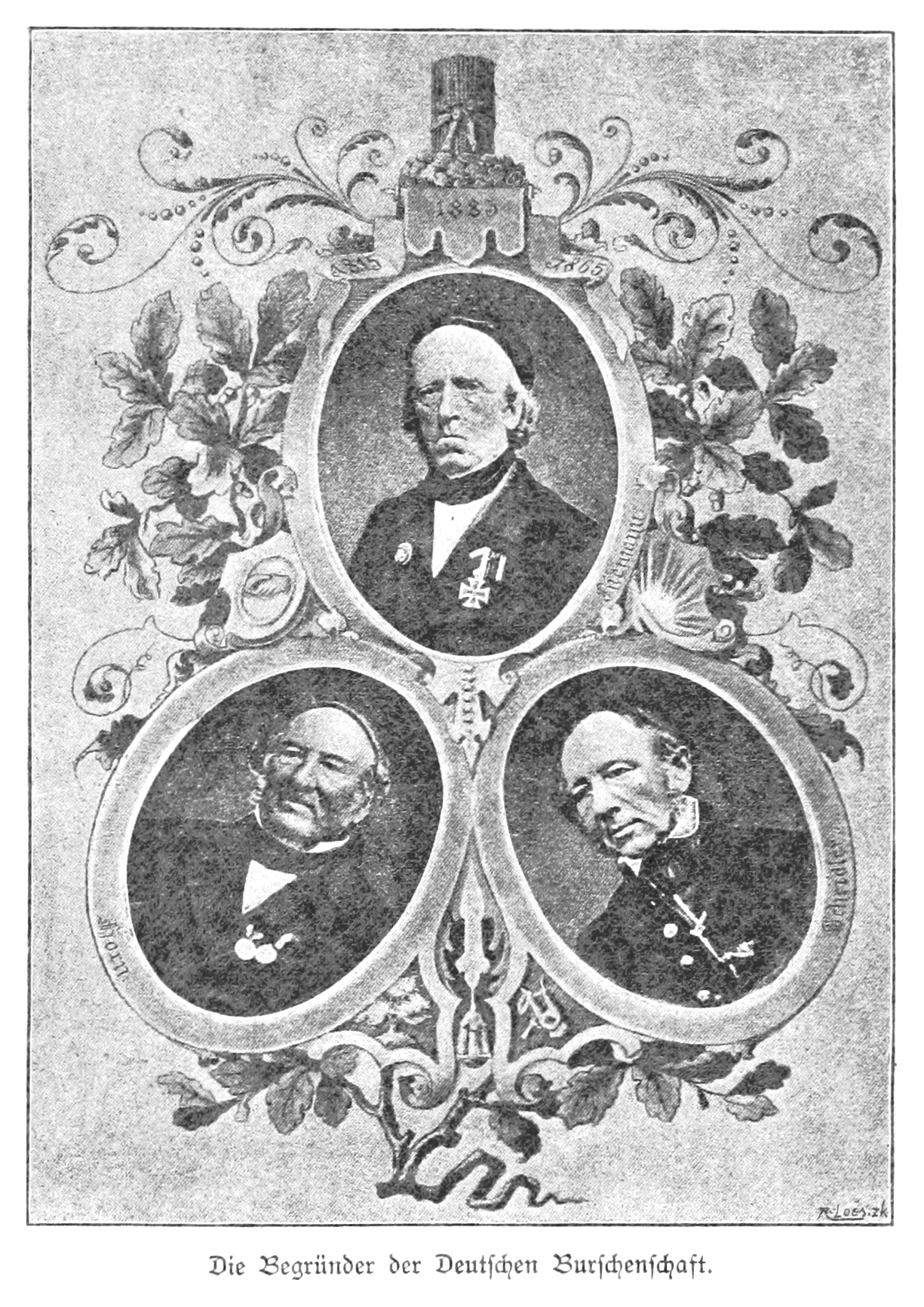
Jenaer Gedenkblatt (1883) – Die Begründer der Deutschen Burschenschaft: Riemann (oben), Horn (links) und Scheidler (rechts)

Im Sommer 1816 zum Studium zurückgekehrt, wurde Riemann in den Ausschuss und im November in den Vorstand der am 12. Juni 1815 von Karl Horn und anderen gegründeten Jenaer Urburschenschaft gewählt, der ihn sogleich zum Sprecher machte. Riemann selbst gilt als einer der Begründer der Urburschenschaft. Auf eigenes Ersuchen hin wurde er als preußischer Landwehroffizier entlassen. Auf dem Wartburgfest 18. Oktober 1817 hielt er vor 500 Studenten die Festansprache, in der er zu Freiheit und Einheit aufrief. Gemeinsam mit Karl Müller, ebenfalls einem ehemaligen Lützower, erarbeitete er das liberale Programm Grundsätze und Beschlüsse des 18. Oktobers.
1818 bis 1821 war er Privatlehrer in Boizenburg/Elbe. Er lebte bei seinem Bruder, der Pastor der Stadtkirche war. Auf Druck von Preußen wurde er am 18. August 1819 verhaftet, kam in Untersuchungshaft nach Schwerin, wurde jedoch bereits am 25. September wieder freigelassen und blieb im Zuge der Demagogenverfolgung bis 1821 unter Polizeiaufsicht.
Für kurze Zeit war er in Hamburg als Hauslehrer bei Friedrich Christoph Perthes angestellt, seine Bemühungen um Anstellung als Lehrer im Hamburger Staatsdienst blieben erfolglos. Er arbeitete 1821 bis 1828 als Gymnasiallehrer in Eutin, wo der Sportverein TS Riemann Eutin noch heute nach ihm benannt ist, und Michaelis 1828 bis 1835 an der Gelehrtenschule in Friedland. Das Gymnasium in Friedland wurde durch ihn, Johann Carl Heinrichs und Karl Horn zu einem Zentrum burschenschaftlichen Geistes und patriotischen Turnens im mecklenburgischen Südosten.
Von 1835 bis 1872 war er in Friedland evangelischer Pastor an der St. Marienkirche. In Friedland war er lebenslang bis zu dessen Tod mit seinem Mitstreiter aus Jenaer Zeit Johann Carl Heinrichs als seinem Kollegen an der Nikolaikirche verbunden. Bei Riemanns Jubiläum 1871 wurde dieser von seiner Gemeinde und dem Magistrate der Stadt zum Ehrenbürger ernannt, von den deutschen Burschenschaften vielfach geehrt und von Großherzog Friedrich Wilhelm (II.) zum Kirchenrat ernannt.
Riemann blieb zeit seines Lebens ein politischer Mensch. 1848 wurde Riemann vom Wahlbezirk Strelitz als Abgeordneter in den ersten demokratischen Landtag von Mecklenburg gewählt; dort war er Mitglied der Linken. Er unterstützte die Reichsverfassungskampagne und solidarisierte sich 1849 mit der Badischen Revolution. 1850 war er Gründer eines Hilfsvereins für Schleswig-Holstein und musste als „Staatsfeind“ Hausdurchsuchungen über sich ergehen lassen, die ihn jedoch nicht belasten konnten. 1865 nahm er an der 50-Jahr-Feier der Burschenschaft in Jena teil. Riemann kandidierte erfolglos für den Norddeutschen Reichstag. 1871 bekannte er sich zur Deutschen Reichsgründung.

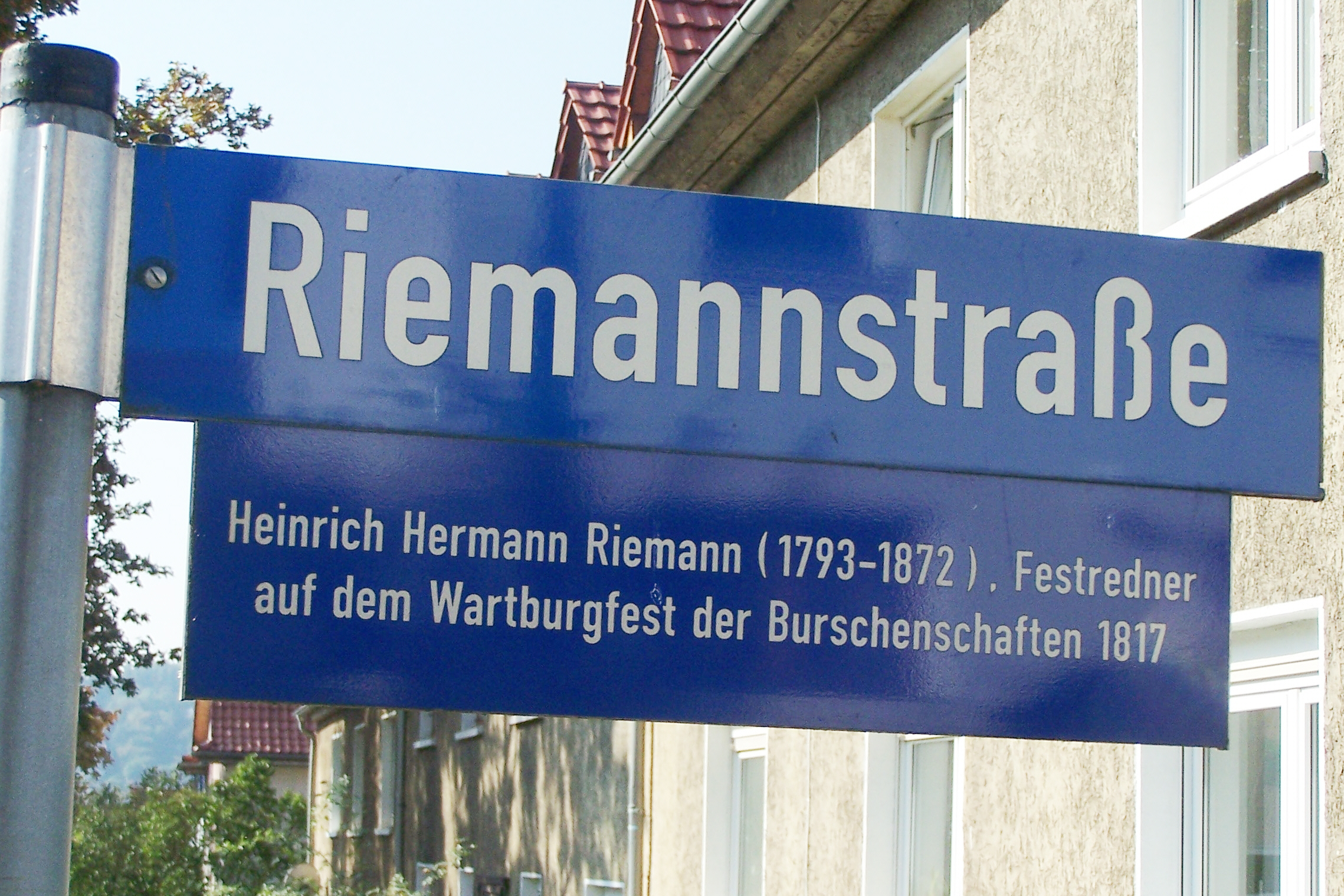
Riemannstraße in Eisenach

Sein Grabmal, heute im Randbereich des längst aufgelassenen alten Friedhofs von Friedland (in den Wallanlagen), ist erhalten, steht jedoch nicht mehr auf dem tatsächlichen Grab. Die Riemannstraßen in Friedland, Berlin-Kreuzberg, Eutin und Eisenach sind nach ihm benannt, es existiert ein Riemann-Denkmal und am Standort seines Wohnhauses nahe der Marienkirche ist eine Gedenktafel angebracht.

## Schriften
- Vollständige Anweisung zum Stoßfechten nach Kreußlers Grundsätzen. Engelmann, Leipzig 1834.
- Der Unteroffizier im Regimente Colberg Sophia Dorothea Friederike Krüger, Ritter des eisernen Kreuzes und des russischen Georgen-Ordens, aus Friedland in Meklenburg-Strelitz. Keine Novelle, sondern ein Lebensbild, nach Urkunden gezeichnet. Duncker, Berlin 1865.
- Rechtfertigung eines verleumdeten Burschenschafters. Walther, Friedland 1865.
- Chronik der Stadt Friedland 1839 bis 1870. Redaria-Verlag, Wismar 2000, ISBN 3-933771-02-1.